# Isla Mayor (kommun)
Isla Mayor är en kommun i Spanien.   Den ligger i provinsen Provincia de Sevilla och regionen Andalusien, i den sydvästra delen av landet, 400 km sydväst om huvudstaden Madrid. Antalet invånare är 5 948. Arean är 114 kvadratkilometer.
Terrängen i Isla Mayor är mycket platt.